# Marquinhos (jogador de futsal)
Marcos da Silva Simpson (nascido em 27 de dezembro de 1965), mais conhecido como Marquinhos, é um ex-jogador brasileiro de futsal, que atuava na posição de ala. Marquinhos fez parte da Seleção Brasileira de Futsal que conquistou o primeiro título mundial em 1989.